# L'Homme du fleuve
Pour plus de détails, voir Fiche technique et Distribution.
L'Homme du fleuve est un film français réalisé par Jean-Pierre Prévost et sorti en 1975.

## Synopsis
Une famille a squatté une île de la Seine. Elle se révolte avec violence contre la décision d'expulsion qui la vise. L'homme - Joseph - et sa fille Laurence parviennent à s'enfuir et à échapper aux recherches jusqu'à leur embarquement sur un bateau à Honfleur.

## Fiche technique
- Titre : L'Homme du fleuve
- Réalisation : Jean-Pierre Prévost, assisté de Christine Lipinska
- Scénario et dialogues : Régis Hanrion et Jean-Pierre Prévost
- Photographie : Jean Monsigny
- Son : Antoine Bonfanti, René Levert
- Musique : Roger Mason
- Montage : Jacques Witta
- Société de production : Les Films de l'Écluse
- Tournage : du 2 avril au 30 avril 1973
- Pays d'origine :  France
- Durée : 85 minutes
- Date de sortie : France - 15 janvier 1975

## Distribution
- Jean-Luc Bideau : Joseph
- Étienne Bierry : Louis
- Josée Destoop : Mona
- Jean Bollery : l'instituteur
- Laurence Porqueddu : Laurence
- Alan Scott